# Euptychia ernestina
Euptychia ernestina är en fjärilsart som beskrevs av Gustav Weymer 1911. Euptychia ernestina ingår i släktet Euptychia och familjen praktfjärilar. Inga underarter finns listade i Catalogue of Life.